# Милорад Лончар
Милорад Лончар (Криваја код Приједора 15. октобар 1952) је православни свештеник протојереј ставрофор у Епархији аустралијско-новозеландској.

## Биографија
Рођен је 15. октобра 1952. године у Криваји код Приједора, Република Српска. Завршио је основну школу у Омарској, 1968. године, а потом Богословију Светог Арсенија у Сремским Карловцима 1973. године.
У Аустралију се досељава 24. јула 1976. године, где је извесно време студирао теологију на Англиканској колеџу, при Сиднејском универзитету. Рукоположен је у Сиднеју, августа 1976. године и постављен за пароха Ливерпулског, црква Светог архиђакона Стефана. У почетку је служио у Скофилду, а касније на новом имању у Рути Хил, где успева да сагради цркву, старачки дом и црквену салу. При овој парохији је основао омладинску групу, са којом је организовао редовне трибине под називом „Разговори о вери“, на којима са упознаје младе о православљу и српству.
Повремено је опслуживао црквену парохију Светог Саве у Мона Вејлу. Служио је такође, око две године у парохији Св. кнеза Лазара у Александрији, затим на Новом Зеланду, у Јужној Африци, Француској и у Америци. У току школске 1994. радио је као хонорарни наставник у богословији Манастира Крка и обављао дужност секретара Епархије далматинске. Чином протојереја, одликован је на Божић, 1998.
Од јуна 2000. године налази се на дужности пароха манастирске парохије Св. цар Лазар, Манастир Нова Грачаница, Треће Језеро, Илиноис, САД, и управника имања Манастира Нова Грачаница.
Издавао је око пет година лист Црквено Братство српских православних црквених општина из Новог Јужног Велса и Канбере, написао велики број верских и националних чланака, који су објављивани у разним часописима. Бави се и књижевним радом. Написао је и објавио књиге: Запис из Кумбаруше, објавила издавачка кућа Октоих из Подгорице 2002. године и збирку песама, Позив на васкрсење 2003. године, у издању исте издавачке куће, као и две књиге беседа под називом Духовне цртице. Примљен је у Удружење књижевника Србије 2004. године.